# Nichōsai
Nichōsai (耳鳥斎) est un peintre et illustrateur japonais de la fin du XVIIIe siècle.
Il vit et travaille à Osaka. Certains savants pensent qu'il s'appelle Matsuya Heizaburō (松屋平三郎) et est aussi brasseur de saké et marchand d’antiquités.
Son style est caractérisé par l'humour et une grande créativité.
Il illustre et publie de nombreux livres, qui connaissent le succès et des réimpressions jusqu’à l’ère Meiji.

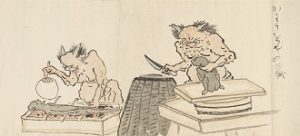
Extrait du rouleau de l'Enfer.
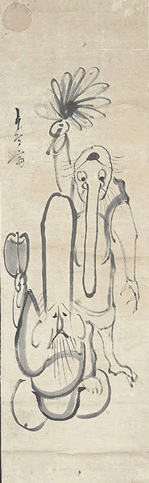
Comparaison entre le nez de Tengu et le crâne de Fukurokuju.
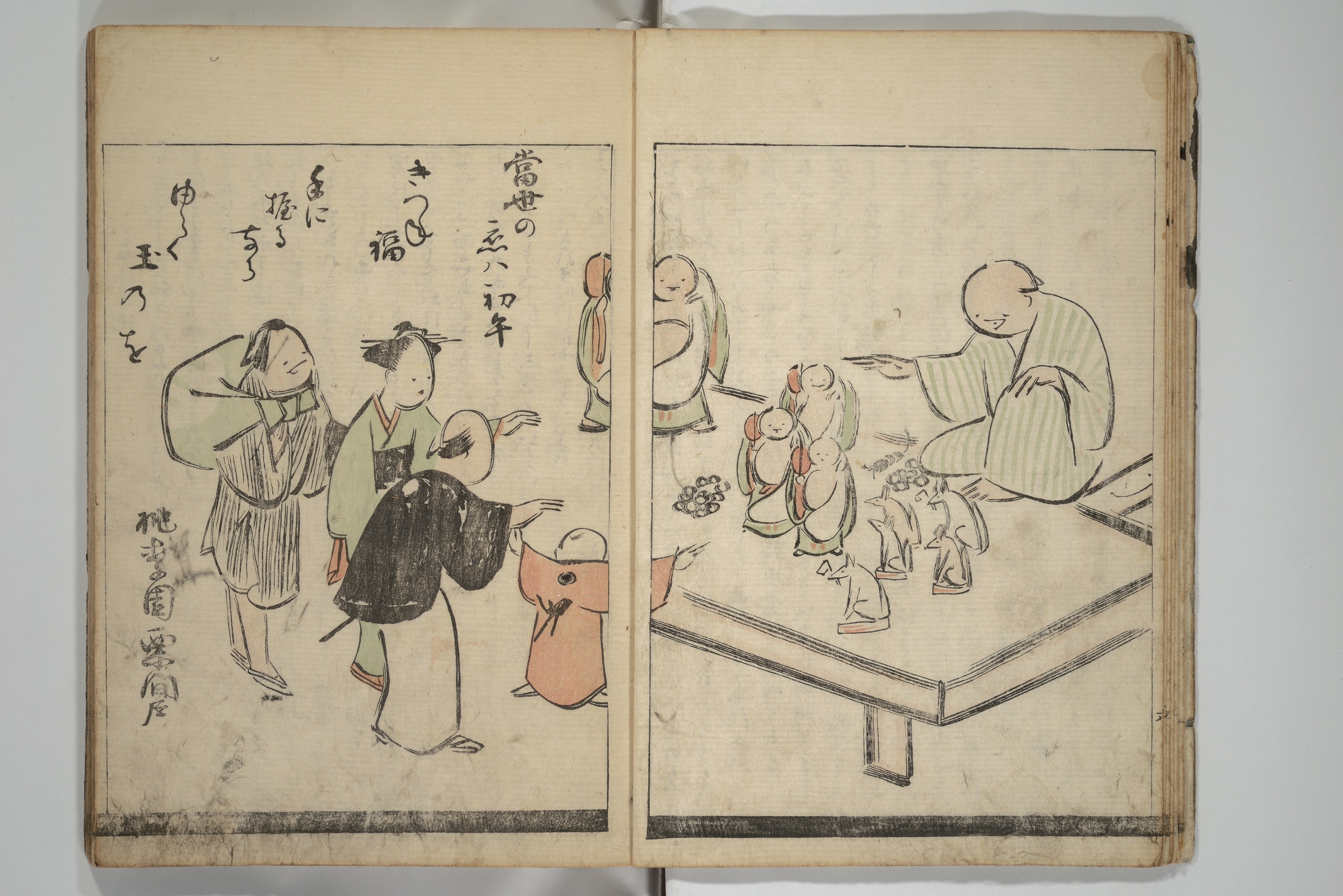
Livre illustré par Nichōsai (1803).